# Saint-Junien-les-Combes
Saint-Junien-les-Combes település Franciaországban, Haute-Vienne megyében. Lakosainak száma 182 fő (2022. január 1.). Saint-Junien-les-Combes Bellac, Berneuil, Blanzac, Rancon és Saint-Pardoux-le-Lac községekkel határos.

## Népesség
A település népessége az elmúlt években az alábbi módon változott:
| Lakosok száma | 174  | 170  | 180  | 174  | 176  | 179  | 181  | 182  | 182  |
|               | 2013 | 2015 | 2016 | 2017 | 2018 | 2019 | 2020 | 2021 | 2022 |